# Amt Gramzow
Het Amt Gramzow  is een samenwerkingsverband van zes gemeenten in het Landkreis Uckermark in de Duitse deelstaat Brandenburg. Het amt telt 6.773 inwoners. Het bestuurscentrum is gevestigd in Gramzow.

## Gemeenten
Het amt omvat de volgende gemeenten:
1. Gramzow (2.102)
2. Grünow (990)
3. Oberuckersee (1.912)
4. Randowtal (1.082)
5. Uckerfelde (1.084)
6. Zichow (641)